# Kassarezess
Kassarezess bezeichnet eine Verfassungsreform der reichsfreien Hansestadt Lübeck im Jahr 1665.
Es war deren einzige Verfassungsreform in der Zeit von der Gründung im Mittelalter bis zu den Verfassungsreformen der Jahre 1848–1853.

## Vorgeschichte
Die Stadt Lübeck besaß seit der Stadtrechtsverleihung im 12. Jahrhundert ihr eigenes Stadtrecht. Dieses sogenannte Lübsche Recht wurde an andere Städte unmittelbar und mittelbar weitergegeben. Zwar wurde es sicherlich in Einzelbereichen fortentwickelt, der für die Stadt selbst maßgebliche verfassungsrechtliche Gehalt des Stadtrechts blieb jedoch unangetastet. Über die Jahrhunderte hinweg kam es immer wieder zu Aufständen, in denen die Bürger, vor allem die von jeder Mitbestimmung ausgeschlossenen Handwerker, mehr Rechte zu erkämpfen versuchten; doch alle – sei es der Knochenhaueraufstand unter Hinrik Paternostermaker 1384, die Unruhen 1408–1415 oder die Ratsumbildung der Reformationszeit unter Jürgen Wullenwever – wurden letztlich unter Rückkehr zum vorherigen Zustand von den konservativen Kräften des Patriziats überwunden.
Die Stadt war im Jahr 1661 kapitaldienstunfähig geworden und der Rat wollte zur Behebung dieses Mangels die Einnahmeseite der Kasse zu Lasten der Bürger verbessern, die nach der Lübecker Verfassung keinerlei Mitsprache an den Ratsentscheidungen hatten. Dies führte zu der Forderung, die Bürger durch Deputierte an den Ratsentscheidungen über Angelegenheiten der Kasse, also des Lübecker Staatshaushaltes, zu beteiligen.

## Reform
Infolge der ablehnenden Haltung des Rates kam es zu mehrjährigen Unruhen in der Stadt, die durch den Kassarezess vom 26. Juli 1665 beigelegt wurden. Es kam zu einer Beteiligung der Bürger, wobei der Lübecker Rat allerdings getreu dem Lübecker Verfassungsprinzip für die Verwaltung der Kasse zwar Bürger vorgeschlagen bekam, die Mitglieder aus der Vorschlagsliste aber selbst auswählen konnte. Damit hatten die Bürger der Stadt sich gegenüber dem Patriziat im Rat die ersten Mitspracherechte in den finanziellen Angelegenheiten der Stadt erkämpft.

## Folgen
In der Folge wurde dieses Verfassungsreförmchen noch durch einen weiteren Rezess, den Bürgerrezess von 1669, abgerundet. Bei diesem ging es um die Zusammensetzung des Rates, wobei das Selbstergänzungsprinzip unangetastet blieb. Danach bestand der Rat fortan aus vier Bürgermeistern und 16 Ratsherrn, die quotal aus bestimmten Gruppenvorschlägen zu wählen waren. Die einflussreiche Zirkelgesellschaft hatte so unter den 16 Ratsherren noch Anspruch auf drei Sitze. Diese Entwicklung stieß bei den konservativen aristokratischen Kreisen auf unverhohlene Ablehnung, so beim Bürgermeister Gotthard von Höveln, der daraufhin aus dem Rat austrat und sein Landgut und sich selbst der dänischen Krone unterstellte.